# Kansas City Mavericks
A Kansas City Mavericks egy amerikai jégkorongcsapat az Missouri állambeli  Independence-ben. A franchise-ot 2009-ben alapították a Central Hockey League-ben Missouri Mavericks néven, ligaváltás és névváltás után 2017-ben lett Kansas City Mavericks a neve. A csapat az ECHL nyugati főcsoportjának a hegyvidéki divíziójában játszik. A klub az 5800 férőhelyes Cable Dahmer Arenában játszik. A csapat partnerszerződésben áll a National Hockey League-ben szereplő Seattle Krakennel, illetve az American Hockey League-ben szereplő Coachella Valley Firebirds-zel.

## Története
A franchise-ot 2009-ben alapították.

### Franchise története
- 2009–2017: Missouri Mavericks
- 2017–napjainkig: Kansas City Mavericks

## Helyezések
A csapat eddig elért legjobb helyezése a Központi divízióban elért 1. hely volt a 2015-16-os szezonban.